# Серле (провінція Брешія)
Серле (італ. Serle) — муніципалітет в Італії, у регіоні Ломбардія, провінція Брешія.
Серле розташоване на відстані близько 450 км на північний захід від Рима, 95 км на схід від Мілана, 13 км на північний схід від Брешії.
Населення — 3063 особи (2014).
Щорічний фестиваль відбувається 29 червня. Покровитель — S. Pietro.

## Демографія
Населення за роками:

Станом на 1 січня 2023 року в муніципалітеті офіційно проживало 125 іноземців з 24 країн, серед них 38 громадян країн Євросоюзу та 25 громадян України.

## Сусідні муніципалітети
- Боттічино
- Каїно
- Наве
- Нуволенто
- Нуволера
- Пайтоне
- Валліо-Терме